# Cleisostoma javanicum
Cleisostoma javanicum är en orkidéart som först beskrevs av Carl Ludwig von Blume, och fick sitt nu gällande namn av Leslie Andrew Garay. Cleisostoma javanicum ingår i släktet Cleisostoma och familjen orkidéer. Inga underarter finns listade i Catalogue of Life.